# 서강대학교 신학연구소
서강대학교 신학연구소는 1975년 5월에 설립된 서강대학교에 있는 신학연구소이다. 종교학과 신학의 학문적 발전을 위한 연구, 한국 종교들과 그리스도교의 상호 대화 및 이해의 증진을 그 목적으로 1984년 종교·신학연구소로 개편되었다. 그후 1997년 다시 신학연구소로 개편되어 성서신학, 교의신학, 윤리신학, 영성신학 등의 제 분야를 연구하면서 토착화 작업을 시도하고 있다. 이를 위하여 한국 및 외국의 연구기관 및 학제간의 교류를 추진하면서 월례 발표회, 강좌등을 열며, 자료수집과 아울러 저술·논집·번역 등의 출판사업을 추진하고 있다. 등재지 『신학과 철학』이 있다.